# Kevin Rivera
Kevin Manuel Rivera Serrano (Pacayas, Alvarado, Cartago, 28 de junio de 1998) es un ciclista costarricense profesional.
Es el primer costarricense y centroamericano en ganar el Tour de China y una competición 2.1 dentro de los Circuitos Continentales UCI.

## Carrera profesional
Debutó profesionalmente en la Vuelta al Táchira 2017 la cual no finalizó al retirarse de la competencia. Sin embargo, la oportunidad de brillar se le presentó en septiembre de 2017 en el Tour de China. Ganó la primera etapa y además finalizó campeón de la clasificación general individual y de montaña, adueñándose de las camisetas amarilla y de puntos rojos respectivamente.
Para el año 2021 cambió de escuadra y firmó con el equipo italiano Bardiani-CSF-Faizanè. Sin embargo no logró tener mucha participación debido a muchas lesiones y padecimientos debido al covid. Lo que generó que para el 2022 cambiara de equipo y firmara para el equipo ruso Gazprom-RusVelo.

## Palmarés
2017
- Tour de China II, más 1 etapa

2018
- 1 etapa de la Vuelta al Táchira

2019
- Tour de Sibiu, más 1 etapa
- 1 etapa del Tour de China II

2020
- 2 etapas de la Vuelta al Táchira
- 1 etapa del Tour de Langkawi

2022
- 1 etapa de la Vuelta a Costa Rica

2023
- 1 etapa de la Vuelta a Costa Rica

## Resultados en Grandes Vueltas y Campeonatos del Mundo
Durante su carrera deportiva ha conseguido los siguientes puestos en las Grandes Vueltas y en los Campeonatos del Mundo:
| Carrera         | Carrera         | 2020 | 2021 | 2022 | 2023 | 2024 |
| --------------- | --------------- | ---- | ---- | ---- | ---- | ---- |
|                 | Giro de Italia  | —    | —    | —    | —    | —    |
|                 | Tour de Francia | —    | —    | —    | —    | —    |
|                 | Vuelta a España | —    | —    | —    | —    | —    |
| Mundial en Ruta | Mundial en Ruta | Ab.  | —    | —    | —    | —    |

—: no participa

Ab.: abandono

## Equipos
- Scott-TeleUno-BCT (2016) (como amateur)
- Androni Giocattoli-Sidermec (2017-2020)
- Bardiani-CSF-Faizanè (2021)[6]
- Gazprom-RusVelo (2022)
- Work Service-Vitalcare-Dynatek (2023)[7]
- Canel's-Java (2024)[8]